# ワールド・トレード・センター (映画)
『ワールド・トレード・センター』（World Trade Center）は、2006年のアメリカ映画。アメリカ同時多発テロ事件で崩壊したワールドトレードセンターを舞台にし、実話を元に製作されたノンフィクション映画。

## ストーリー
2001年9月11日。ニューヨークは、いつもと同じ朝を迎えていた。港湾局警察に勤めるベテラン巡査部長のジョン・マクローリンや、同じく港湾局警察に勤めるウィル・ヒメノをはじめ、警察官たちも普通に業務を開始した。
だが、午前8時40分過ぎ、突如、タワー1（北棟）に、アメリカン航空11便が激突した。続いてタワー2（南棟）にもユナイテッド航空175便が激突。アメリカ国民だけでなく世界中の人が我が目を疑った。
ジョンたちは、上層階に取り残された人々を避難誘導すべく、さらなる恐怖が迫っているとも知らずに部下たちと共にタワーへ向かった。

## キャスト
※括弧内は日本語吹替
- ジョン・マクローリン - ニコラス・ケイジ（山路和弘）

港湾局警察官。勤続21年。1993年の爆破事件で救急班の一員として乗り込んだ経験がある。
- ウィル・ヒメノ - マイケル・ペーニャ（小森創介）

港湾局警察官、ジョンの部下。
- ドナ・マクローリン - マリア・ベロ（塩田朋子）

ジョンの妻。
- アリソン・ヒメノ - マギー・ジレンホール（吉田陽子）

ウィルの妻。
- スコット・ストラウス - スティーヴン・ドーフ（横島亘）

緊急救助隊員。
- アントニオ・ロドリゲス - アルマンド・リスコ（英語版）（新垣樽助）

港湾局警察官、ジョンの部下。
- ドミニク・ペズーロ - ジェイ・ヘルナンデス（鉄野正豊）

港湾局警察官、ジョンの部下。
- デイブ・カーンズ - マイケル・シャノン（入江崇史）

元アメリカ海兵隊二等軍曹。
- アリソンの祖母 - ジュリー・アダムス
- アリソンの父 - ピーター・マクロンビー
- クリストファー・アモロソ - ジョン・バーンサル（檀臣幸）
- ジュディ・ジョナス - ドナ・マーフィー
- チャック・セレイカ - フランク・ホエーリー

救急隊員。
- ジェリー・ヒメノ - ブラッド・ウィリアム・ヘンケ（高宮俊介）

アリソンの兄弟。
- ジェイソン・トーマス - ウィリアム・メイポーザー

海兵隊軍曹。
- ジラルディ - ダニー・ヌッチ

港湾局警察官。
- ポルニッキ - ネッド・アイゼンバーグ

港湾局警察官。
- コロヴィト - ニコラス・タートゥーロ

港湾局警察官。
- フィールズ - ジュード・チコレッラ

港湾局警察警部補。
- 病院の母親 - ヴィオラ・デイヴィス
- レイノルズ - トム・ライト
- 警察官 - ウィル・ヒメノ
- ボランティアの消防士 - ニッキー・カット
- 消防士 - ジョン・C・マッギンリー ※ノンクレジット

## スタッフ
- 監督：オリバー・ストーン
- 脚本：アンドレア・バーロフ
- 原案：ジョン・マクローリン、ドナ・マクローリン、ウィル・ヒメノ、アリソン・ヒメノ
- 製作：マイケル・シャンバーグ、ステイシー・シェア、モーリッツ・ボーマン、デブラ・ヒル
- 製作総指揮：ドナルド・J・リー・Jr
- 撮影：シェイマス・マクガーヴェイ
- プロダクション・デザイン：ジャン・ローエルス
- 編集：デヴィッド・ブレナー、ジェリー・モンロー
- 衣装：マイケル・デニソン
- 音楽：クレイグ・アームストロング
- 視覚効果ディレクター：ジョン・シール
- 視覚効果：ダブル・ネガティブ

## 評価
レビュー・アグリゲーターのRotten Tomatoesでは232件のレビューで支持率は66%、平均点は6.70/10となった。Metacriticでは40件のレビューを基に加重平均値が66/100となった。

## 製作秘話
- アドバイザーとして映画についた二人は、あくまで事実に忠実に撮影するよう進言。ニコラス・ケイジがビル内で崩壊寸前に別の警官と話すシーンをオリバー・ストーン監督が消防署員に演出を変更しようとしても、マクローリンは「あの時出会ったのは警官だった」と譲らず、結局監督の方が折れたという
- 救出に出た海兵隊の軍曹を名乗る男性は、元海兵隊員で普通の市民である。
- ジョン・マクローリン（英語版）、ウィル・ヒメノ（英語版）本人も特別出演している。その他、消防隊や警察官など、当時の救助に参加した隊員もエキストラとして出演している。
- 事件後のヒメノは、恐怖体験によるPTSDから逃れられず、食に走り、見る影もなく激太りしている[5]。